# 瓦列里·哈利洛夫
瓦列里·米哈伊洛维奇·哈利洛夫（1952年1月30日—2016年12月25日），是俄国著名的作曲家、指挥家。他曾担任俄罗斯联邦武装部队军乐团体负责人，于2016年4月开始担任亚历山德罗夫红旗歌舞团的艺术总监。他于2010年被升为中将，2014年获俄罗斯人民艺术家称号。在2016年12月25日的一次空难中，哈利洛夫与同机的歌舞团成员一同遇难。

## 生平
哈利洛夫于1952年1月30日出生在一个以拥有多位军乐指挥家而出名的家庭内。他父亲米基尔·尼古拉维奇·哈利洛夫1951年毕业于莫斯科P·I·柴可夫斯基国家音乐学院，当时服役于苏联边境部队的军官，正驻扎在位于乌兹别克苏维埃社会主义共和国的泰尔梅兹市。1961年，哈利洛夫全家搬至莫斯科。1963年，时年11岁的哈利洛夫进入了莫斯科军事音乐学院。
1970年，哈利洛夫也进入了其父亲所去过的莫斯科音乐学院，就读于音乐学院的指挥系，导师为G·P·阿利亚夫丁纳（Г. П. Алявдина）。在1975年毕业后，哈利洛夫被分配在普希金无线电电子防空高等军事指挥学院指挥乐团。1980年，在列宁格勒军区的军事乐团比赛中，哈利洛夫所指挥的乐团夺得桂冠，于是他在次年被任命为其母校军事指挥系指挥组的一名老师。
1984年，由于受到时任莫斯科军区军乐团首席指挥尼古拉·米哈伊洛夫的青睐，哈利洛夫被召为此乐团的副指挥。不久后他就转入国防部，历任苏联武装部队军乐合唱团管理司的高级军官及副主管。此期间，哈利洛夫因参与革命日及胜利日大阅兵而第一次出现在国家电视频道上。在苏联解体后，哈利洛夫随之成为俄罗斯联邦国防部下属军官，依旧从事原职。
2002年，哈利洛夫正式升职为所司首席指挥及高级音乐总监，同时负责指挥俄罗斯胜利日阅兵时的乐团，并于2010年7月9日升为中将军衔。
2015年5月9日，在庆祝卫国战争胜利七十周年大阅兵时，哈利洛夫指出他的乐团已经拓展了演奏的曲目，因此当外国军队阅兵时有一些被预定的著名俄罗斯乐曲。其中中国人民解放军三军仪仗队出场时配乐为喀秋莎。哈利洛夫后成为节日文化学院董事会的一员，他当时已经是莫斯科区域军乐团的首席指挥并在国防部下属中央军乐团担任荣誉音乐总监兼指挥超过14年。
2016年4月，哈利洛夫被指派为亚历山德罗夫红旗歌舞团的合唱团团长兼艺术总监。他于8月22日自莫斯科卫戍部队合唱团退休，此后他指挥红旗歌舞团在红场表演了红军最强大等曲目，是为其生前最后的大型演出。12月25日，哈利洛夫原计划率红旗歌舞团部分团员前往位于叙利亚拉塔基亚的克美明空军基地出席新年音乐会，其所乘坐的RA-85572号图-154型客机于黑海上空坠落，机组及乘客无一生还。次日，在国防部长的主持下，俄罗斯武装力量全体领导为此次空难遇难人员默哀一分钟。
2017年1月16日，根据哈利洛夫的遗愿，他的遗体被安葬于弗拉基米尔地区的阿尔汉格尔斯教堂墓地。

## 论著作品
- Халилов В.,  (PDF) (journal) (Ориентир): 12–17, 2015-10-10  [2018-07-20], （原始内容 (PDF)存档于2016-02-04） （俄语）

## 所获荣誉
| 名称                                        | 俄语名称 |
| 由苏联颁发                                  | 由苏联颁发 |
| ------------------------------------------- | --- |
| 为祖国服务勋章                              | Медаль ордена «За заслуги перед Отечеством»                                                                         |
| 苏联武装力量建立60周年纪念勋章              | Медаль «60 лет Вооруженных Сил СССР»                                                                                |
| 苏联武装力量建立70周年纪念勋章              | Медаль «70 лет Вооруженных Сил СССР»                                                                                |
| 无可挑剔的服务一、二、三级勋章              | Медаль «За безупречную службу» I, II, III степеней                                                                  |
| 在苏联武装部队中为祖国服务三级勋章          | Орден «За службу Родине в Вооружённых Силах СССР» III степени                                                       |
| 圣尼古拉斯奇迹制造者一、二级勋章            | Императорский военный орден Святителя Николая Чудотворца I, II степени                                              |
| 由俄罗斯联邦颁发                            | |
| 荣誉勋章                                    | орден Почета |
| 英勇的战士一级勋章                          | Медаль «За воїнську доблесть» І ступеню                                                                             |
| 莫斯科建立850周年纪念勋章                   | Медаль «В память 850-летия Москвы»                                                                                  |
| 强化军事共同体勋章                          | Медаль «За укрепление боевого содружества»                                                                          |
| 俄罗斯联邦人民艺术家                        | Народный артист Российской Федерации                                                                                |
| 国防部建立200周年纪念勋章                   | Медаль «200 лет Министерству обороны»                                                                               |
| 俄罗斯舰队建立300周年纪念勋章               | Юбилейная медаль «300 лет Российскому флоту»                                                                        |
| 俄罗斯联邦国防部音乐艺术奖 （追授）         | Премия Министерства обороны Российской Федерации в области культуры и искусства в номинации «Музыкальное искусство» |
| 由独联体颁发                                | |
| 朱可夫勋章                                  | медаль Жукова |
| 1941-1945年伟大的卫国战争胜利50周年纪念勋章 | Юбилейная медаль «50 лет Победы в Великой Отечественной войне 1941-1945 гг.»                                        |

## 纪念
- 2016年12月30日，俄罗斯联邦政府决定将哈利洛夫的名字冠于莫斯科军事音乐学院。[4]
- 2017年1月7日，在哈利洛夫葬礼的后一天，图瓦国家爱乐乐团举办了一场哈利洛夫纪念晚会。[12]
- 同日，图瓦共和国总统下令图瓦国家爱乐协会将会以哈利洛夫命名。[13]
- 俄罗斯国防部中央军乐团等乐团在柴可夫斯基音乐厅等地也开展了多次哈利洛夫纪念演唱会。[14][15]
- 2018年6月11日，由亚历山大·米拉诺夫完成哈利洛夫纪念碑的制作。

## 家庭
- 米基尔·尼古拉维奇·哈利洛夫（Михаил Николаевич Халилов）：父亲，著名指挥家，莫斯科国家音乐学院毕业。
- 克劳迪娅·瓦西里维耶纳·维诺格拉朵娃（Клавдия Васильевна Виноградова）：母亲。

- 亚历山大·哈利洛夫（Александр Михайлович）：弟弟，俄罗斯联邦荣誉艺术家，俄罗斯国防大学军事学院军事指挥系高级讲师。

## 图集

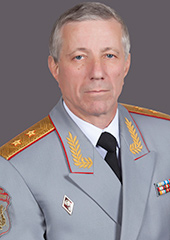
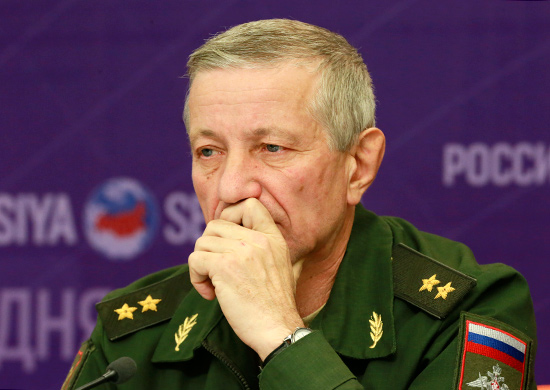
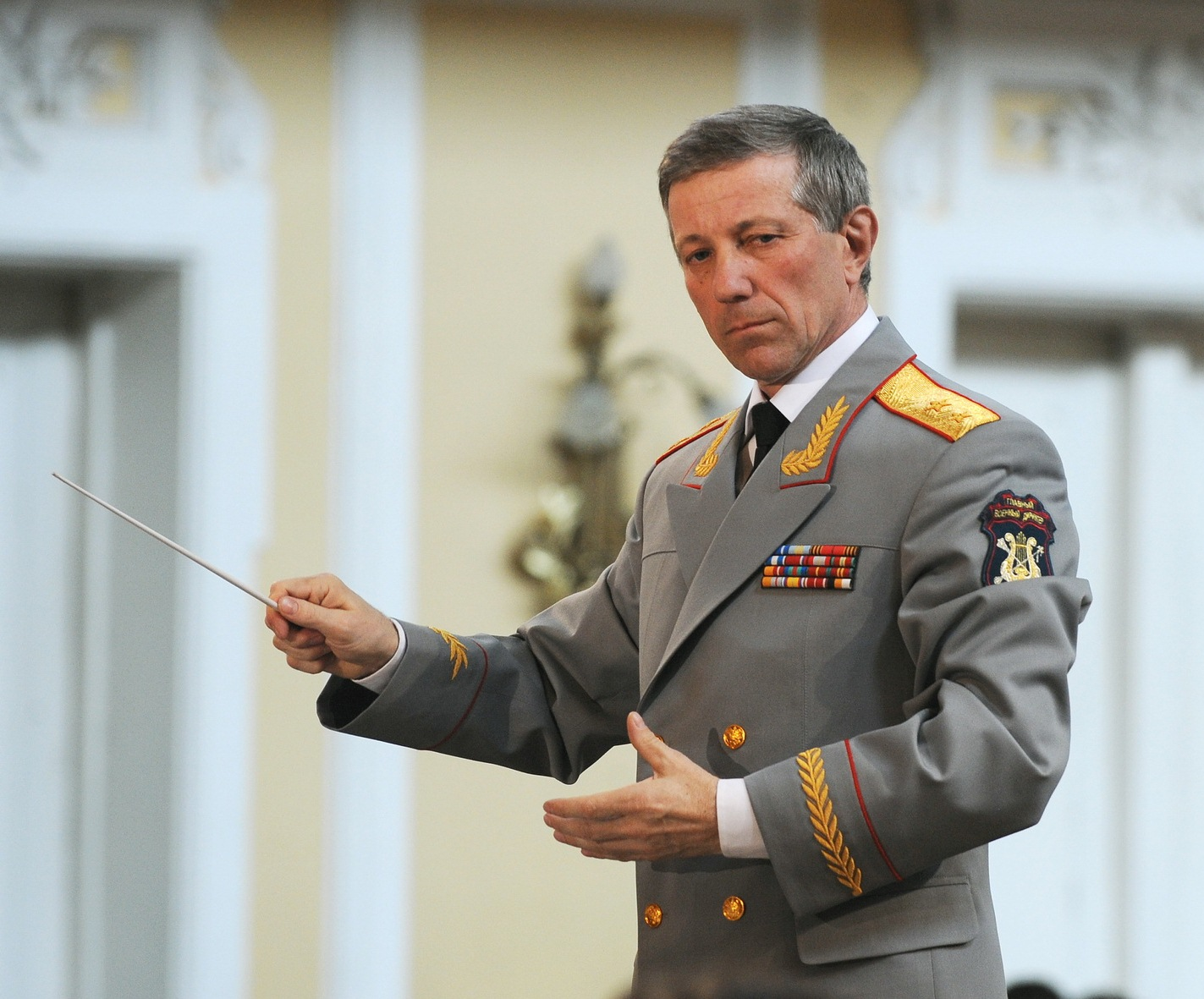